# 森雫
森 雫（もり しずく）は、日本のAV女優。
身長:158cm。スリーサイズ:B88(E)・W58・H86。

## 略歴
東京都出身。2005年に安堂 結衣（あんどう ゆい）としてAVデビュー。2007年に森 雫に改名。

## 人物
安堂結衣 時代のプロフィール
身長:158cm。スリーサイズ:B82(B)・W57・H85

## 出演作品

### アダルトビデオ
安堂結衣 名義
2005年
- 演出なし!自分の部屋でいつものオナニー（4月21日、V&Rプロダクツ）
- 筆下ろし最高峰 4（7月20日、ホットエンターテイメント）

2006年
- 彼氏が寝てる隙に夜這いレズ 自宅でこっそり寝とっちゃえ!（6月8日、ブリット）
- 女子校生中出し学校（9月20日、ホットエンターテイメント）

2007年
- 快楽レズエステ 4（6月7日、アキノリ）
- 超有名秋葉原コスプレショップで女子校生が変態店員に体を弄ばれた挙句更衣室で交尾…言葉責めと行為で濡れまくる淫らなマ●コ、純白パンツにエッチなシミが…（6月20日、ユープランニング)
- 養子になったら男は僕一人ぼっちだった…。（6月21日、アキノリ）
- フリーダムOL ゴム手袋・掃除機責め（7月1日、フリーダム）
- フリーダムOL アナル責めをする女子社員達（7月1日、フリーダム）
- フリーダムOL 脚責め（7月1日、フリーダム）
- 美少女の足裏 4（8月1日、フリーダム）
- 顔騎まにあ 9（8月7日、C-Format）
- 飲酒運転しちゃった超カワギャルを偽装検問で捕まえてヤる（8月7日、カッコイイ!）
- BULLY THE NECK（8月23日、C-Format）
- The Hips（9月6日、C-Format）
- 秘密の花園 〜あしうら〜 RIKA AYA YUI YUNARU（9月14日、C-Format）
- 闇を貫く光源に意識を失いながら…（10月18日、C-Format）

森雫 名義
2007年
- 催眠人形 〜時計仕掛けのヒプノドール〜 眠りの森女学園編 コレクターズエディション（11月23日、メディアステーション）
- 生中出し女子校生 4時間 スペシャル（12月17日、メディアステーション）
- 怒り手コキ2（12月25日、しのだプロジェクト）

2008年
- ザ・筆おろし 41（1月11日、クリスタル映像）
- Weekly 日替わり妻 6（1月25日、クリスタル映像）
- 濡れたJK（1月25日、しのだプロジェクト）
- あ〜いくぅ この世で一番気持ちがいい瞬間 少女・淑女・熟女（2月10日、FAプロ）
- 発情OL オフィスで… 23（2月20日、クリスタル映像）
- 放課後ガールズラブ 濡れたふたり（2月25日、しのだプロジェクト）
- BAZOOKA コレクション2008 4時間（3月17日、メディアステーション）※総集編
- こだわりの手コキ 4時間SP VIII 30人のハンドメイド (5月12日 隼エージェンシー）
- 手コキ女教師 VOL.2（5月15日、テイクワン）
- NEO名古屋嬢 Vol.1 森雫（6月15日、ケー・トライブ）
- 生中出しコギャル4時間 5（7月18日、メディアステーション）
- アスリートの汗（10月25日、しのだプロジェクト）

2009年
- 極選4時間 ザ・筆おろし 2 （4月10日、クリスタル映像）